# Harvey Mansfield
Pour les articles homonymes, voir Mansfield.
Harvey C. Mansfield, Jr., né en 1932, est un professeur de science politique. Il a enseigné à l'université de Harvard entre 1962 et 2023.
Spécialiste renommé de Machiavel, traducteur de Tocqueville, il est également l'auteur de plusieurs études sur Aristote, Burke, Hobbes, le gouvernement constitutionnel, et plus récemment sur la virilité. Il est chroniqueur au Wall Street Journal. Il est une figure conservatrice de l'université américaine et compte parmi les héritiers de Léo Strauss et Allan Bloom, pour lequel la revue Commentaire a été un relais privilégié en France. Il fait partie du comité international de la revue Cités.

## Publications
- Statesmanship and Party Government: A Study of Burke and Bolingbroke, Chicago: University of Chicago Press, 1965.
- The Spirit of Liberalism, Cambridge: Harvard University Press, 1978.
- Machiavelli's New Modes and Orders: A Study of the Discourses on Livy, Ithaca: Cornell University Press, 1979. Rpt. Chicago: University of Chicago Press, 2001.
- Thomas Jefferson: Selected Writings, Ed. and introd. Wheeling, IL: H. Davidson, 1979.
- Selected Letters of Edmund Burke, Ed. with introd. entitled "Burke's Theory of Political Practice", Chicago: University of Chicago Press, 1984.
- The Prince, by Niccolò Machiavelli. Trans. and introd. 2nd (corr.) ed. 1985; Chicago: University of Chicago Press, 1998. (Inc. glossary.) Commentaires traduits dans Le Prince ; L'Art de la guerre, trad. Yves Lévy et Toussaint Guiraudet, préf. Roger-Pol Droit, Paris, Flammarion, "Le monde de la philosophie", 2008, 413 p.
- Florentine Histories, by Niccolò Machiavelli. Ed., trans. and introd. Princeton: Princeton University Press, 1988. (Co-trans. and co-ed., Laura F. Banfield.)
- Taming the Prince: The Ambivalence of Modern Executive Power, New York: The Free Press, 1989. Traduction française : Le prince apprivoisé. De l'ambivalence du pouvoir, Paris, Fayard, 1994, 418 p.
- America's Constitutional Soul, Baltimore: The Johns Hopkins University Press, 1991.
- Machiavelli’s Virtue, Chicago: University of Chicago Press, 1996.
- Discourses on Livy, by Niccolò Machiavelli. Trans. and introd. Chicago: University of Chicago Press, 1996. (Co-trans., Nathan Tarcov.)
- Democracy in America, by Alexis de Tocqueville. Trans. and introd. Chicago: University of Chicago Press, 2000. (Co-trans., Delba Winthrop.)
- A Student’s Guide to Political Philosophy, Wilmington, DE: ISI Books, 2001.
- Manliness, New Haven: Yale University Press, 2006. Trad. Robert Sctrick, Virilité, Paris, Les Éditions du Cerf, 2018, 464 p.
- Tocqueville: A Very Short Introduction, New York and Oxford: Oxford University Press, 2010.